# Dallapéparken

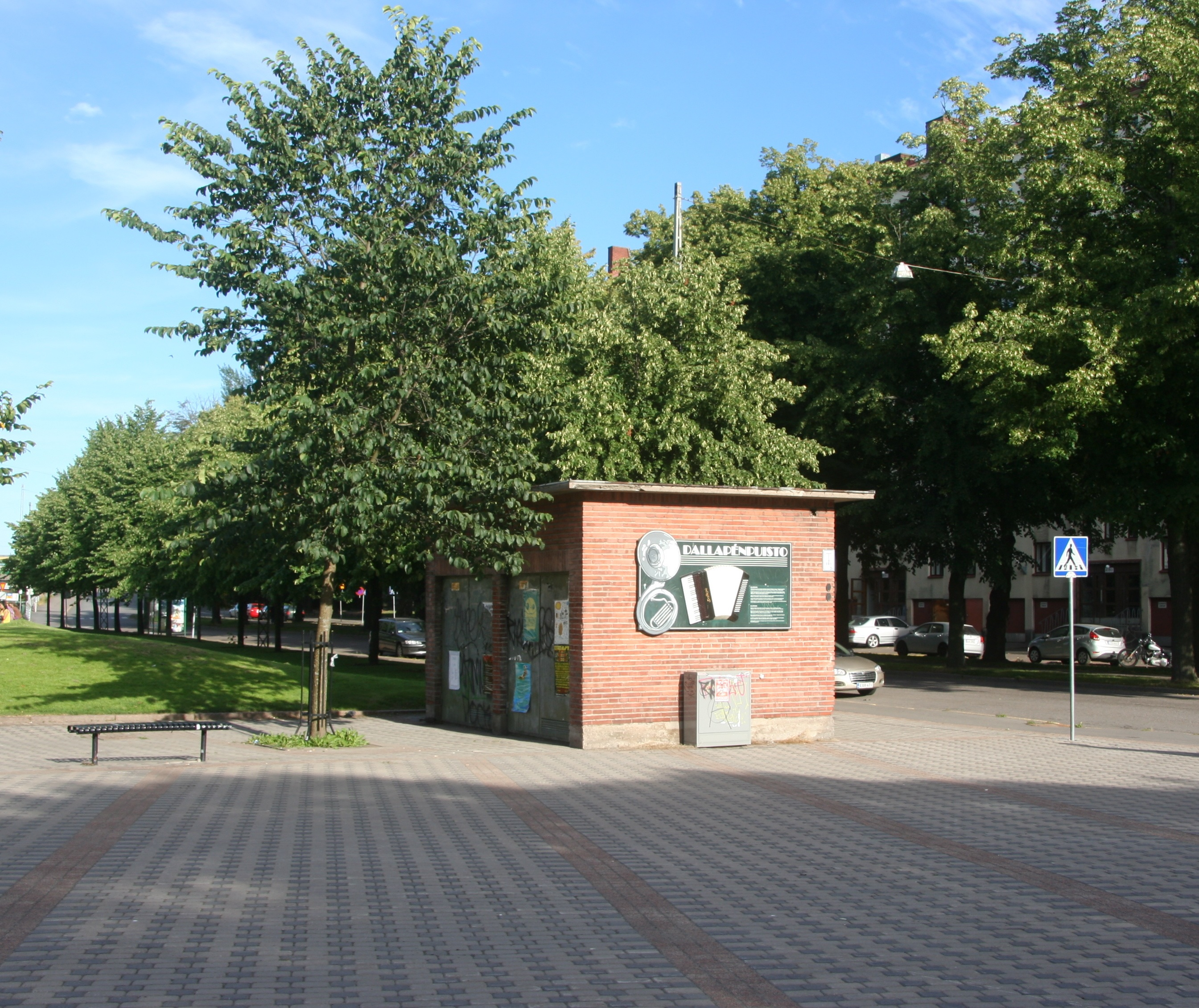
Dallapéparken med namntavlan.

Dallapéparken (finska Dallapénpuisto) är en park och viloplats i Vallgård i Helsingfors. Parken ligger vid Ås ungdomsgård nära Alexis Kivis gata och Industrigatan.
Historiskt har på platsen funnits en bangård, varifrån lik fraktades med tåg till Malms begravningsplats. Fram till 1800-talet fanns där Södernäs träsk (Sörnäisten järvi), som i dag är igenfyllt. Sommartid är parken ett populärt picknickområde. Namnet är taget från orkestern Dallapé, som grundades i Helsingfors och vars ursprungliga medlemmar bodde i närheten av de angränsande gatorna.